# Hugo Braesicke
Hugo Eugen Alexander Braesicke (ur. 1843 w Heinrichsfelde, zm. 1898 w Bad Nauheim) – nadburmistrz Bydgoszczy (1890-1898).

## Życiorys
Urodził się 1 lutego 1843 r. w majątku Heinrichsfelde, w obecnym powiecie Sowieck w obwodzie królewiekcim. Był synem Carla, majora rezerwy, właściciela ziemskiego i Mathilde z domu Zippel. Uczęszczał do Miejskiej Szkoły Realnej w Tylży, następnie do gimnazjum w Królewcu, gdzie w 1862 r. złożył egzamin dojrzałości.
Studiował prawo na uniwersytecie w Królewcu oraz Jenie. Przez ostatnie 2 semestry studiów odbył także ochotniczą służbę wojskową w stacjonującym w Królewcu wschodniopruskim regimencie grenadierów nr 1, którą opuścił w stopniu podoficera Landwehry. 
W 1865 r. rozpoczął praktykę zawodową w Sądzie Miejskim w Królewcu, lecz już rok później został zmobilizowany do wojska i wraz ze swoim regimentem uczestniczył w wojnie prusko-austriackiej. Wziął udział w bitwach pod: Trantenau i Königgrätz. Awansował wtedy do stopnia podporucznika Landwehry. Po wojnie powrócił do sądu w Królewcu. 
Od 1869 r. pracował w sądach w Berlinie, gdzie zdobył tytuł asesora sądowego.
W latach 1870–1871 brał udział w wojnie prusko-francuskiej: oblężeniu Strasburga, Paryża oraz bitwie pod Mont Valerien. 
Po powrocie z wojny pracował w wielu sądach: Świebodzinie, Gorzowie, Neustadt-Eberswalde, Gdańsku i Kłajpedzie. W 1873 r. przeszedł do administracji kolejowej w Królewcu, Gdańsku (1876) i Kassel (1878). W 1880 r. był Dyrektorem Urzędu Ruchu Kolei. 4 sierpnia tego roku uzyskał awans na radcę regencyjnego i przeniesiony do Dyrekcji Kolei Wschodniej w Bydgoszczy. Podczas 7-letniej pracy na tym stanowisku zajmował się opracowaniem i analizą taryf kolejowych, zarówno niemieckich, jak i zagranicznych.
W listopadzie 1885 r. wybrano go radnym miejskim; w radzie miejskiej zajmował się finansami i budżetem miasta. Opuścił Bydgoszcz na krótko w 1888 r. przeniesiony do Dyrekcji Kolei w Altonie (dziś dzielnica Hamburga).

### Nadburmistrz Bydgoszczy
W 1889 r. po zakończeniu kadencji nadburmistrza Bydgoszczy Juliusa Bachmanna, zgłosił swoją kandydaturę w wyborach nowego burmistrza miasta. Rada Miejska na posiedzeniu 23 stycznia 1890 r. wybrała go I burmistrzem. Nad Bachmannem zwyciężył stosunkiem głosów 27 do 6. U przyczyn jego zwycięstwa stał krytyczny stosunek rady miejskiej do kontrkandydata, a także znajomość jego osoby wśród członków rady miejskiej, jako niedawnego jej członka oraz wysokiego rangą urzędnika bydgoskiej Dyrekcji Kolei. 
6 listopada 1890 r. objął oficjalnie urząd burmistrza, a 14 stycznia 1891 r. na mocy reskryptu monarchy został członkiem Izby Panów, wyższej izby niemieckiego parlamentu. 24 stycznia 1892 r. został uhonorowany tytułem nadburmistrza, nadawanym przez króla. 
W trakcie swoich rządów skoncentrował uwagę na dalszym rozwoju gospodarczym Bydgoszczy. W 1890 r. rozpoczęła pracę duża rzeźnia miejska, a w 1896 r. rozpoczęto budowę nowego browaru przy Zbożowym Rynku. Uruchomiono wtedy także pierwszą małą elektrownię wytwarzającą prąd stały (zlikwidowaną w 1929 r.), co umożliwiło zastąpienie tramwaju konnego elektrycznym. Tramwaje elektryczne w Bydgoszczy pojawiły się stosunkowo wcześnie: przed Poznaniem, Katowicami, Łodzią i Warszawą. 
Za jego kadencji odbudowano gmach Teatru Miejskiego, który spłonął doszczętnie w 1890 r. Budowę tę potraktowano prestiżowo ze względów propagandowych i nacjonalistycznych. Z tych samych powodów w 1895 r. rozebrano ruiny zamku bydgoskiego. W 1898 r. oddano do użytku nowy szpital dziecięcy przy ul. św. Floriana (dziś szpital zakaźny).
Jednym z głównych jego dzieł było rozpoczęcie budowy miejskich wodociągów i kanalizacji (8 kwietnia 1897 r. zatwierdzono projekt budowy stacji pomp w Lesie Gdańskim), które kontynuowali kolejni burmistrzowie Bydgoszczy.
Braesicke miał także poważne zasługi dla rozwoju kulturalnego miasta. Założył Bibliotekę Ludową, której księgozbiór wzrósł z 300 do 2 tys. tomów. W 1903 r. scalono ją z księgozbiorem powołanej wtedy nowej Biblioteki Miejskiej. Był także jednym z założycieli i aktywnych członków Towarzystwa Historycznego Obwodu Nadnoteckiego. Od 1891 r. pełnił także funkcję przewodniczącego rady nadzorczej Towarzystwa żeglugowego dla wspierania handlu drewnem w Bydgoszczy S.A.
Jego działalność na stanowisku nadburmistrza przerwała przedwczesna śmierć, która miała miejsce 7 października 1898 r. w Bad Nauheim, gdzie przebywał na leczeniu.
Posiadał dwa odznaczenia wojskowe: Wojskowa Odznakę Honorową II klasy (1867) i Krzyż Żelazny II klasy (1871), a także Order Orła Czerwonego IV klasy (1888). Od 1876 r. był żonaty był z Hedwig z domu Kuwert. Miał jednego syna, Hansa, który zmarł w 1884 r. w wieku 6 lat. W Bydgoszczy zamieszkiwał przy ul. Gdańskiej 154. 
Jego imieniem nazwano jedną z ulic w Śródmieściu Bydgoszczy, której nazwę zmieniono po 1920 r. na ul. Staszica.